# Eduard Zak
Eduard Zak (* 7. Dezember 1906 in Linz; † 15. Mai 1979 in Berlin) war ein österreichischer Schriftsteller, Übersetzer und Kritiker.
Zak ist in Deutschland vor allem für seine Übersetzungen der Werke des französischen Autors Robert Merle (Moncada: Fidel Castros 1. Schlacht; Die Insel; Ein vernunftbegabtes Tier; Malevil) bekannt.

## Leben
Zak entstammt einer böhmischen Familie. Sein Vater war Adolf Zák, seine Mutter Elisabeth Zák, geb. Stifter. Während der Schulzeit ab 1912 in Linz lernt er den späteren Fotografen Heinrich Heidersberger kennen, mit dem ihn eine längere Freundschaft verbinden sollte. Nach der Schulzeit kam es zu einem Konflikt in der Familie Zak. Da Zaks Vater Jura studiert hatte, forderte er dies auch von seinem Sohn Eduard, der nur widerwillig auf dessen Bitte einging. Zwischen 1926 und 1931 studierte Zak Jura und Philologie in Graz, Paris und Wien.
Zwischen 1927 und 1928 übersiedelte Zak mit Heidersberger nach Paris, wo die beiden zunächst mit einer britischen Krankenschwester im Hôtel Dorian in Rue de Vaugirard wohnten. Zak widmete sich dort ausgiebig dem Studium vorsurrealistischer Schriften, insbesondere des Werks Die Gesänge des Maldoror des französischen Dichters Comte de Lautréamont.
Im Jahr 1930 trat Zak in die Kommunistische Partei Österreichs ein.
Zak kehrte 1931 zusammen mit Heidersberger an seinen Geburtsort Linz zurück. Heidersberger und der Dramatiker Franz Pühringer gründeten dort im selben Jahr ein literarisches Kabarett, das sie in Anlehnung an eine Schlacht der Perserkriege „Die Thermopylen“ nannten. Zak wirkte im Kabarett neben Heidersberger, Pühringer, Gretl Burgasser und Stiegler.
Im Anschluss siedelte Zak nach Den Haag, wo es zu einem neuerlichen Zusammentreffen mit Heidersberger, Giesegen sowie dem Schweizer Schriftsteller Ludwig Hohl kam, den Heidersberger bereits aus der Pariser Zeit kannte. Wegen politischer Aktivitäten wurde Zak 1934 aus Holland ausgewiesen und ließ sich in Deutschland nieder. Zak, der seit seiner Pariser Zeit mit dem Kommunismus sympathisierte, wurde bereits im Herbst des Jahres 1934 in Hamburg festgenommen. Im Herbst des Jahres 1935 wurde Zak erneut verhaftet und blieb bis zum März 1936 in der Justizvollzugsanstalt Fuhlsbüttel inhaftiert. Anschließend kehrte er nach Österreich zurück. Nach dem Anschluss Österreichs wurde Zak zum Wehrdienst eingezogen und diente zwischen 1940 und 1945 in der Wehrmacht. Nach Kriegsende geriet er in US-amerikanische Kriegsgefangenschaft, aus der er 1946 entlassen wurde.
Zak, der bereits 1939 seine spätere Frau, die Schriftstellerin Annemarie Auer (1913–2002) kennengelernt hatte, übersiedelte nach Ostberlin in der Sowjetischen Besatzungszone, wo er ab 1946 als Schriftsteller, Übersetzer und Literaturredakteur (u. a. Wochenzeitung Sonntag) wirkte.
1949 steuerte Zak mit Das Telegramm eine von dreißig Geschichten für die von Wolfgang Weyrauch herausgegebene Kurzgeschichtenanthologie Tausend Gramm bei, in der Werke wichtiger Autoren der Kahlschlagliteratur gesammelt sind. In den späten 1960er und 1970er Jahren übersetzte er mehrere Werke des Schriftstellers Robert Merle aus dem Französischen.
Eduard Zak starb 1979 in Berlin. Seine Frau vermerkte 1998 auf der Rückseite eines Fotos rückblickend:

„Hier dieser tiefdenkende hochbegabte Eduard Zak, der seine Lebensjahre ab 1950 (Besuch der Stasi), hohe Angebote, die Eduard Zak mit kategorischen NEIN zurückwies. Man legte ihn bis zu seinem Tode am 15. Mai 1979 an die Sklavenkette der Übersetzung. Belletristische sowohl für Zak wie für mich Annemarie Auer erhielt keinen Kriegsvertrag. Beider Autorschaft wurde vernichtet.“

## Werke (Auswahl)

### Eigene Werke
- Eduard Zak: Frühlicht und Schatten: Roman. Payne, Leipzig 1940.
- Eduard Zak: Der Dichter Peter Huchel: Versuch einer Darstellung seines lyrischen Werkes. Verlag Neues Leben, Berlin 1953.
- Eduard Zak: Land an der Havel. Sachsenverlag, Dresden 1953.
- Eduard Zak: Wetterfichten am Kahleberg: Wanderungen und Begegnungen im östlichen Erzgebirge. Sachsenverlag, Dresden 1955.
- Eduard Zak; Hans-Joachim Else: Leuchtfeuer über Kolumbari. Deutscher Militärverlag, Berlin 1964.

### Übersetzungen
- Jelle Schippers: Unruhe am Kai. Karl Dietz Verlag Berlin, Berlin 1963; Übersetzung aus dem Holländischen von Eduard Zak.
- Pierre Courtade: Zwei Dutzend Austern. Verlag Volk und Welt, Berlin 1963; Übersetzung aus dem Französischen von Eduard Zak.
- Robert Merle: Moncada: Fidel Castros 1. Schlacht. Aufbau-Verlag, Berlin, Weimar 1968; Übersetzung aus dem Französischen von Eduard Zak.
- Robert Merle: Die Insel. Aufbau-Verlag, Berlin, Weimar 1970; Übersetzung aus dem Französischen von Eduard Zak.
- Robert Merle: Ein vernunftbegabtes Tier. Aufbau-Verlag, Berlin, Weimar 1971; Übersetzung aus dem Französischen von Eduard Zak.
- Vercors: Das Floss der Medusa. Aufbau-Verlag, Berlin, Weimar 1971; Übersetzung aus dem Französischen von Eduard Zak.
- Jean Thibaudeau: Mai 68 in Frankreich. Aufbau-Verlag, Berlin, Weimar 1972; Übersetzung aus dem Französischen von Eduard Zak.
- Robert Merle: Malevil. Aufbau-Verlag, Berlin, Weimar 1975; Übersetzung aus dem Französischen von Eduard Zak.

## Auszeichnungen
- F.-C.-Weiskopf-Preis 1977[4]